# Nemoura ovoidalis
Nemoura ovoidalis är en bäcksländeart som beskrevs av Kis 1965. Nemoura ovoidalis ingår i släktet Nemoura och familjen kryssbäcksländor. Inga underarter finns listade i Catalogue of Life.